# Törpetirannusz
Az törpetirannusz (Empidonax minimus) a madarak (Aves) osztályának a verébalakúak (Passeriformes) rendjébe és a királygébicsfélék (Tyrannidae) családjába tartozó faj.

## Rendszerezése
A fajt Spencer Fullerton Baird amerikai ornitológus írta le 1843-ban, a Tyrannula nembe Tyrannula minima néven.

## Előfordulása
Amerikai Egyesült Államokban költ, telelni Kanada, Mexikó, Belize, Costa Rica, Salvador, Guatemala, Honduras, Nicaragua, Panama, a Bahama-szigetek, a Kajmán-szigetek, Jamaica, Saint-Pierre és Miquelon, a Turks- és Caicos-szigetek területére vonul. 
Természetes élőhelyei az északi tűlevelű erdők, mérsékelt övi erdők, szubtrópusi és trópusi hegyi esőerdők, valamint cserjések.

## Megjelenése
Testhossza 12,5-14  centiméter, testtömege 8–13 gramm.
|  |

## Életmódja
Rovarokkal és esetenként gyümölcsökkel táplálkozik.

## Természetvédelmi helyzete
Az elterjedési területe rendkívül nagy, egyedszáma viszont csökkenő. A Természetvédelmi Világszövetség Vörös listáján nem fenyegetett fajként szerepel.